# Средства массовой информации Вануату
Сре́дства ма́ссовой информа́ции (СМИ) Вануа́ту — средства (органы) повседневной практики сбора, обработки и распространения информации, предназначенной для массовых аудиторий, в Вануату.
Республика Вануату является трёхъязычным государством в западной части Тихого океана, официальными языками которого являются английский, французский и бислама. На территории страны существует множество периодических изданий, но только один телеканал (принадлежит государству). В последнее время начали появляться частные радиостанции; по сообщениям, до 2007 года их не было.

## Печать
Еженедельник Vanuatu Weekly является государственным печатным изданием, издаваемым на всех трёх национальных языках. Две основные ежедневные газеты являются частными: Port Vila Presse (на французском и английском языках) и Vanuatu Daily Post (на английском языке). Последняя имеет дочернюю еженедельную газету на французском языке, L'Hebdo du Vanuatu. Vanuatu Independent, Nasara и Ni-Vanuatu также являются частными еженедельными газетами.

## Радио
Государственная компания «Радио Вануату» управляется Телерадиовещательной корпорацией Вануату. В колониальный период радиостанция была основана под названием «Радио Вила» (затем переименованная в «Радио Новые Гебриды»), первоначально вещавшая только десять минут в день, с 2013 года вещает «16 часов новостей, информационных программ, музыки и развлечений». Радиостанция «достигла почти общенационального охвата», и, по состоянию на 2000 год, использует бисламу в эфире «приблизительно 80 процентов времени».
Частные радиостанции — Capital FM 107, 96Buzz FM и христианская станция Laef FM.
Кроме того, доступны зарубежные радиопередачи, адаптированные для международной аудитории: BBC World Service, Radio France Internationale, Radio Australia и China Radio International.

## Телевидение
Television Blong Vanuatu (с бисл. — «Телевидение Вануату») управляется государственной Телерадиовещательной корпорацией Вануату. «Созданный по при содействии Radio France Overseas», компания транслирует как на французском, так и на английском языке. По состоянию на 2010 год, телеканал просматривает лишь около 20% населения, а 80% содержания эфира было заимствовано у канала Новой Каледонии Nouvelle-Calédonie 1re. Также, Франция оказывала помощь в расширении доли аудитории телеканала.
Komuniti Akses Media Television — второй местный телеканал Вануату, основатель — Марке Лоуэн. Телеканал вещает круглосуточно, а программа вещания состоит из около 95% местного контента. KAM TV функционирует как «свободный, открытый общественный канал, пропагандирующий местные культурные традиции и образование в рамках некоммерческой структуры».

## Свобода СМИ
Организация Freedom House в докладе «Свобода прессы» от 2007 года отнесла Вануату к категории «свободных», однако отметив, что «журналисты подвергались цензуре или запугиванию» сотрудниками полиции в результате отдельных инцидентов, что привело к извинениям со стороны комиссара полиции.
В 2001 году Марк Нил-Джонс, британский издатель газеты Vanuatu Daily Post, «был незаконно депортирован из Вануату, прежде чем смог опубликовать статью, критикующую правительство». Впоследствии его депортация была отменена. В июне 2011 года вануатский политик Гарри Яуко был признан виновным в пособничестве и подстрекательстве к нанесению ущерба имуществу, а также к преднамеренному нападению после того, как он с группой людей в офисе Vanuatu Daily Post напали на Джонса за критику газеты в отношении Яуко, который был в то время министром инфраструктуры и коммунального хозяйства Вануату. Яуко был оштрафован на 15 000 вату. Организация «Репортёры без границ» осудили штраф как «смехотворный» (англ. risble), заявив, что он «не соизмерим с серьёзностью преступления» и что такой небольшой штраф за нападение на журналиста рискует подтолкнуть других журналистов к цензуре, а не критике политиков.
Содружество наций в 2013 году сообщило, что «Вануату широко рассматривается независимыми наблюдателями как страна с неограниченной свободой прессы».